# Gornji Kuti
Gornji Kuti – wieś w Chorwacji, w żupanii primorsko-gorskiej, w gminie Brod Moravice. W 2011 roku liczyła 42 mieszkańców.